# Baratang
Ostrov Baratang, hindsky बारातांग, anglicky Baratang Island, je jedním z více než pěti set ostrovů Andamanského souostroví, které se nachází mezi Bengálským zálivem a Andamanským mořem v severovýchodním Indickém oceánu. Administrativně náleží ostrov Baratang do districtu Severní a Střední Andaman indického svazového teritoria Andamany a Nikobary. Geograficky se nachází v Andamanském moři. Baratang je obydlený, podle sčítání obyvatelstva z roku 2011 zde žilo 5691 lidí. 

## Geografie

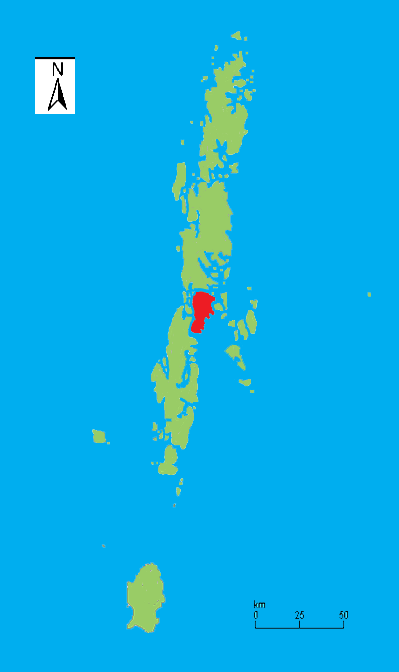
Poloha ostrova Baratang ve Velkých Andamanech

Baratang leží mezi Středním a Jižním Andamanem a s rozlohou 242,6 km² náleží mezi hlavní ostrovy skupiny, označované jako Velké Andamany. Město Port Blair, správní centrum teritoria Andaman a Nikobar, je od ostrova vzdáleno zhruba 45 km směrem na jih. Asi 20 km směrem na východ od Baratangu se v Andamanském moři nachází menší souostroví Ritchie (respektive Ritchieho souostroví –anglicky Ritchie's Archipelago), které je rovněž součástí Andaman. Na Baratangu je dvanáct vesnic a osad. Největší obcí je Nilambur, mezi významnější sídla dále patří Adazig, Sunderghar a Nayaghar. Obyvatelstvo tvoří převážně příslušníci místních kmenů Džaravů.
Ostrov od severu k jihu protíná hlavní andamanská silnice – National Highway 4 (NH 4), známá jako Andaman Trunk Road (ATR), resp. The Great Andaman Trunk Road.

## Historie
Ostrov býval dříve pojmenován jako Ranchiwalas Island, tj. Ránčívalský ostrov nebo ostrov Ránčíválců. Příčinou byla skutečnost, že po nepokojích ve městě Ráňčí, nynější metropoli indického svazového státu Džhárkhand, a v přilehlých oblastech, se ke konci 19. století Britové rozhodli přesídlit na Andamany část místních obyvatel. Cílem byla snaha využít přírodní bohatství Andaman, především dřevo z místních lesů. Přesídleni byli zejména obyvatelé Ráňčí, kteří pod vlivem evropských misionářů předtím konvertovali ke křesťanství. Na ostrově se pak věnovali zemědělským pracím a těžbě dřeva.

## Příroda na ostrově
Klima na ostrově, obklopeném mangrovými porosty, je tropické, teploty se pohybují od 18 °C do 34 °C. Vlhkost vzduchu je vysoká, v rozmezí od 66 do 86 %. Období severovýchodních a jihozápadních monzunů zde trvá osm měsíců.
Na Baratangu se nacházejí dvě unikátní geologické lokality. Ostrov je jediným místem v Indii, kde se vyskytují činné bahenní sopky, jež místní obyvatelé nazývají džalki. První bahenní sopka se zde objevila 18. února 2003 v místech, kde se již v roce 1983 vytvořila na povrchu ostrova menší trhlina. Projevy vyšší aktivity těchto  bahenních sopek v roce 2005 byly dávány do souvislosti s velkým zemětřesením v Indickém oceánu v závěru předchozího roku. Neméně pozoruhodnou geologickou lokalitou jsou zdejší vápencové jeskyně s bohatou krápníkovou výzdobou. Další přírodní zajímavostí je nedaleký malý ostrůvek Parrot Island (v překladu Papouščí ostrov), na němž se shromažďují při západu slunce tisíce papoušků různých druhů.

## Galerie

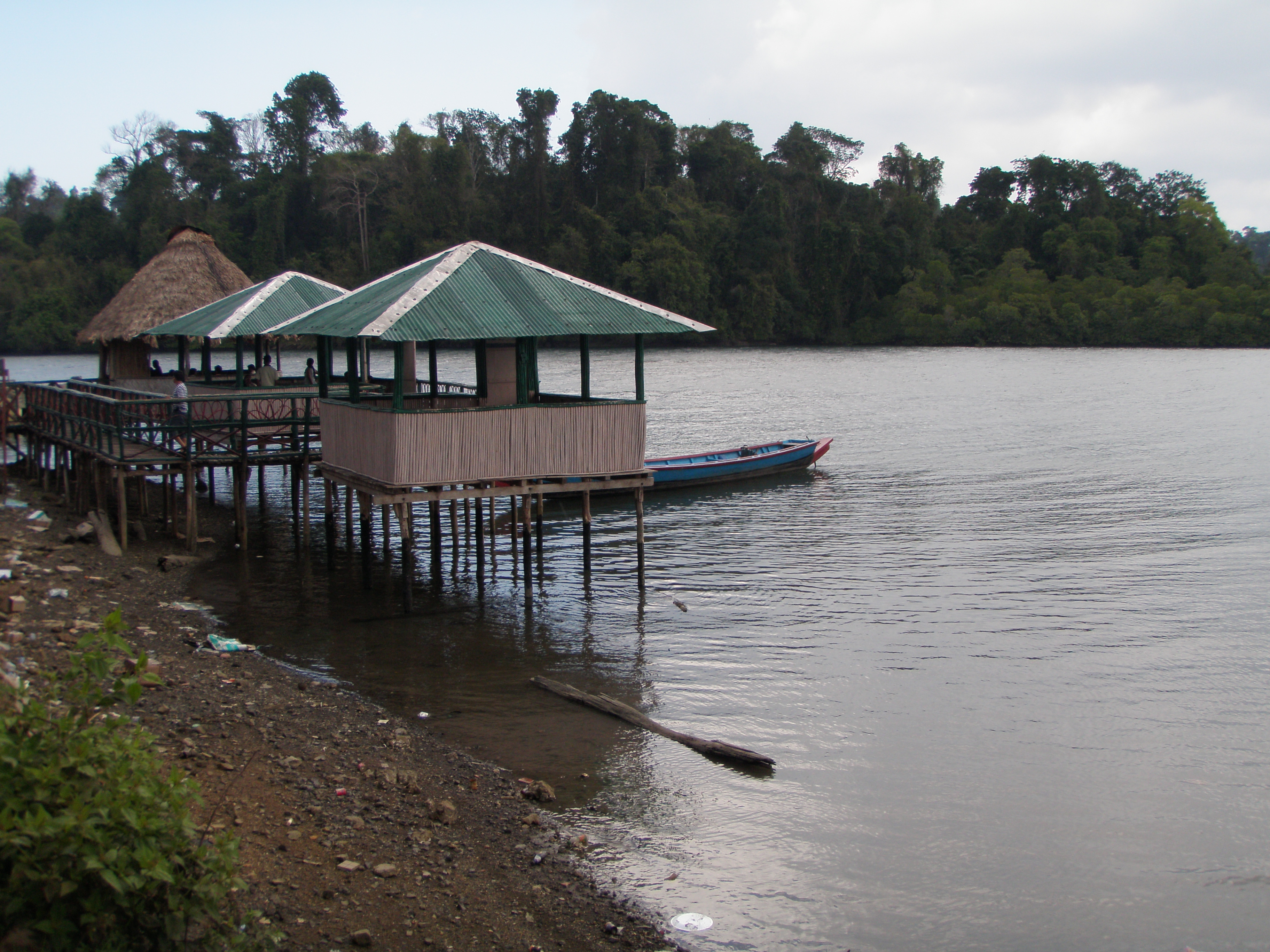
Na pobřeží ostrova
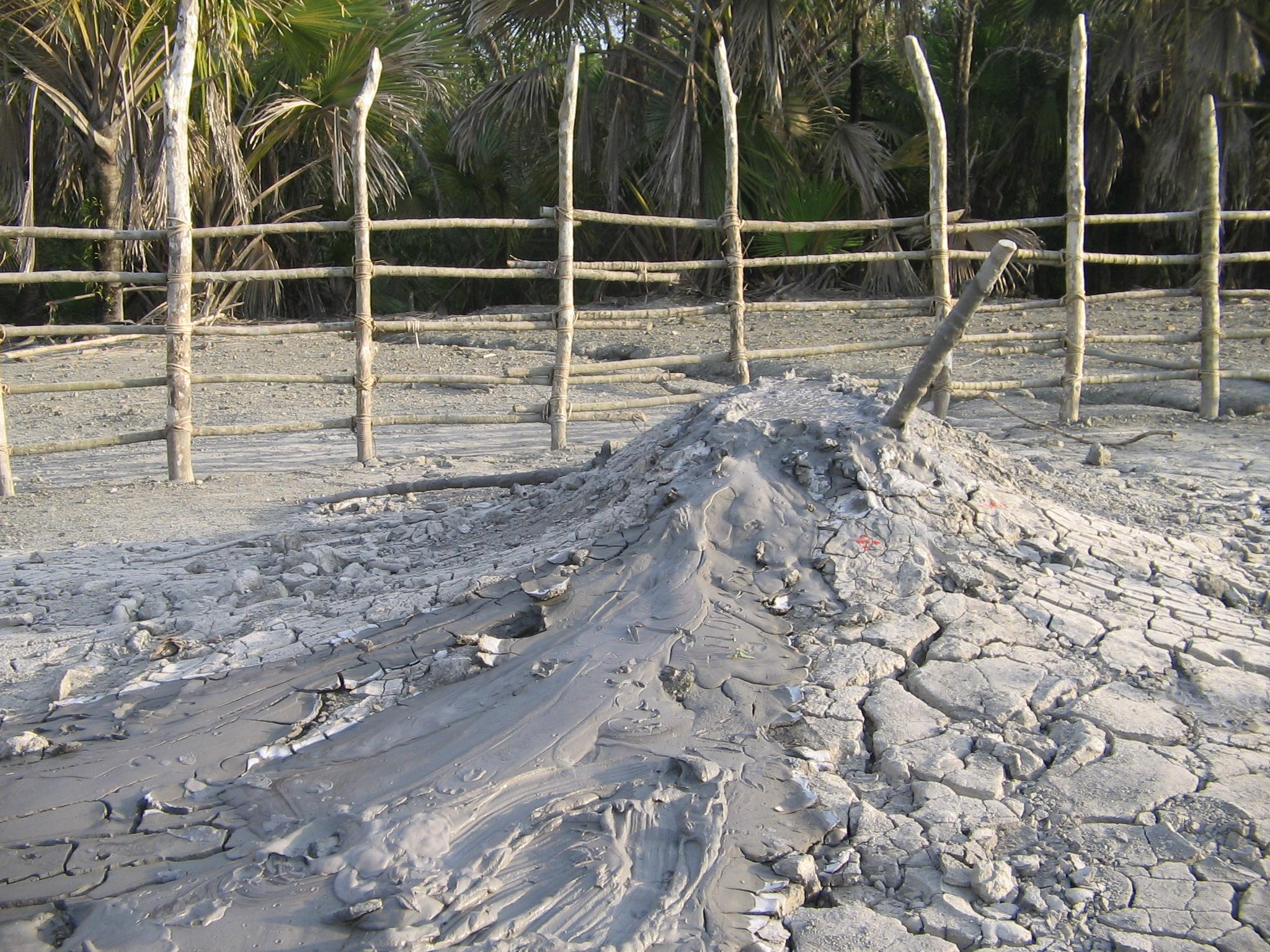
Jedna z bahenních sopek
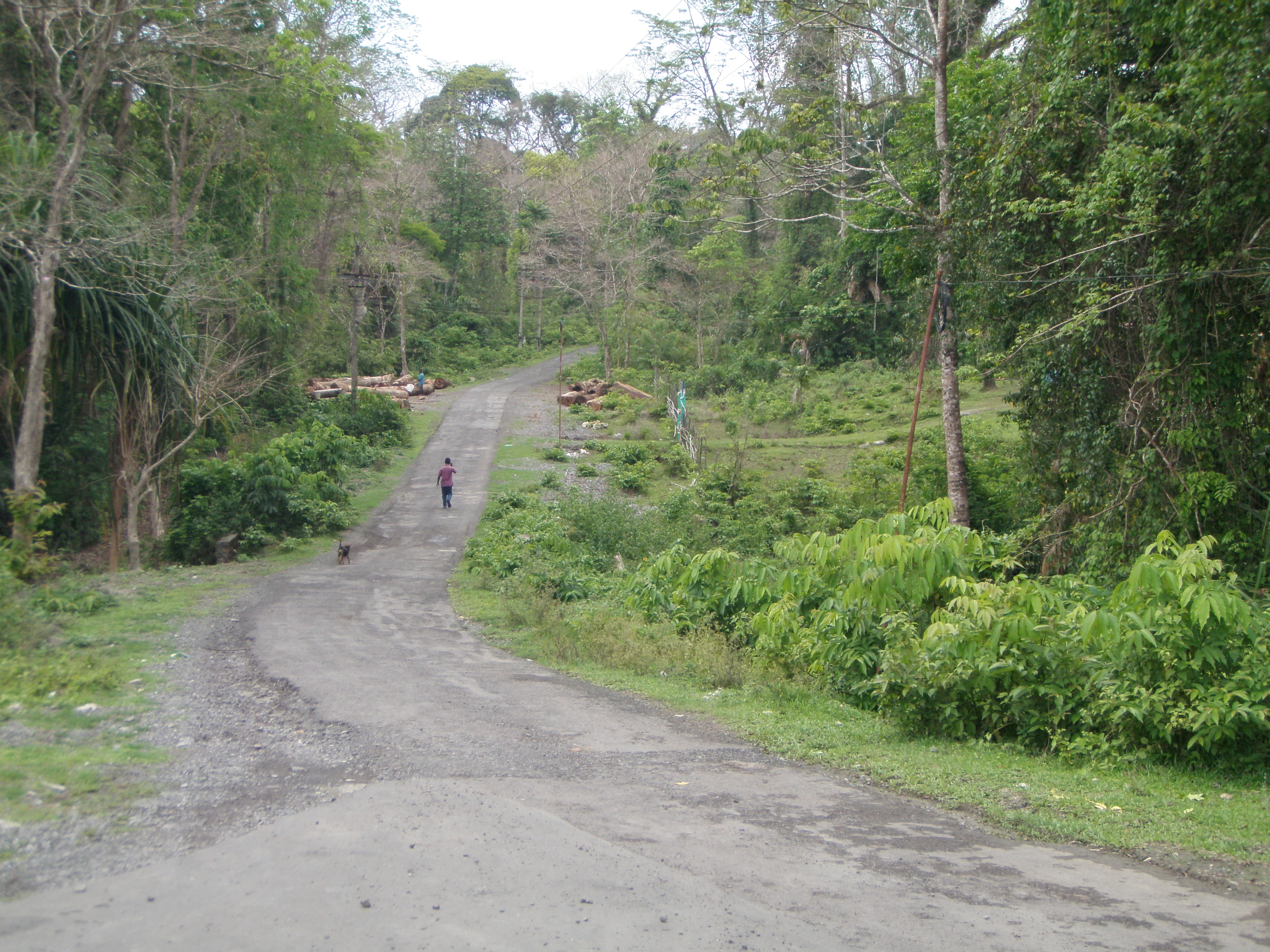
Lesy kolem silnice
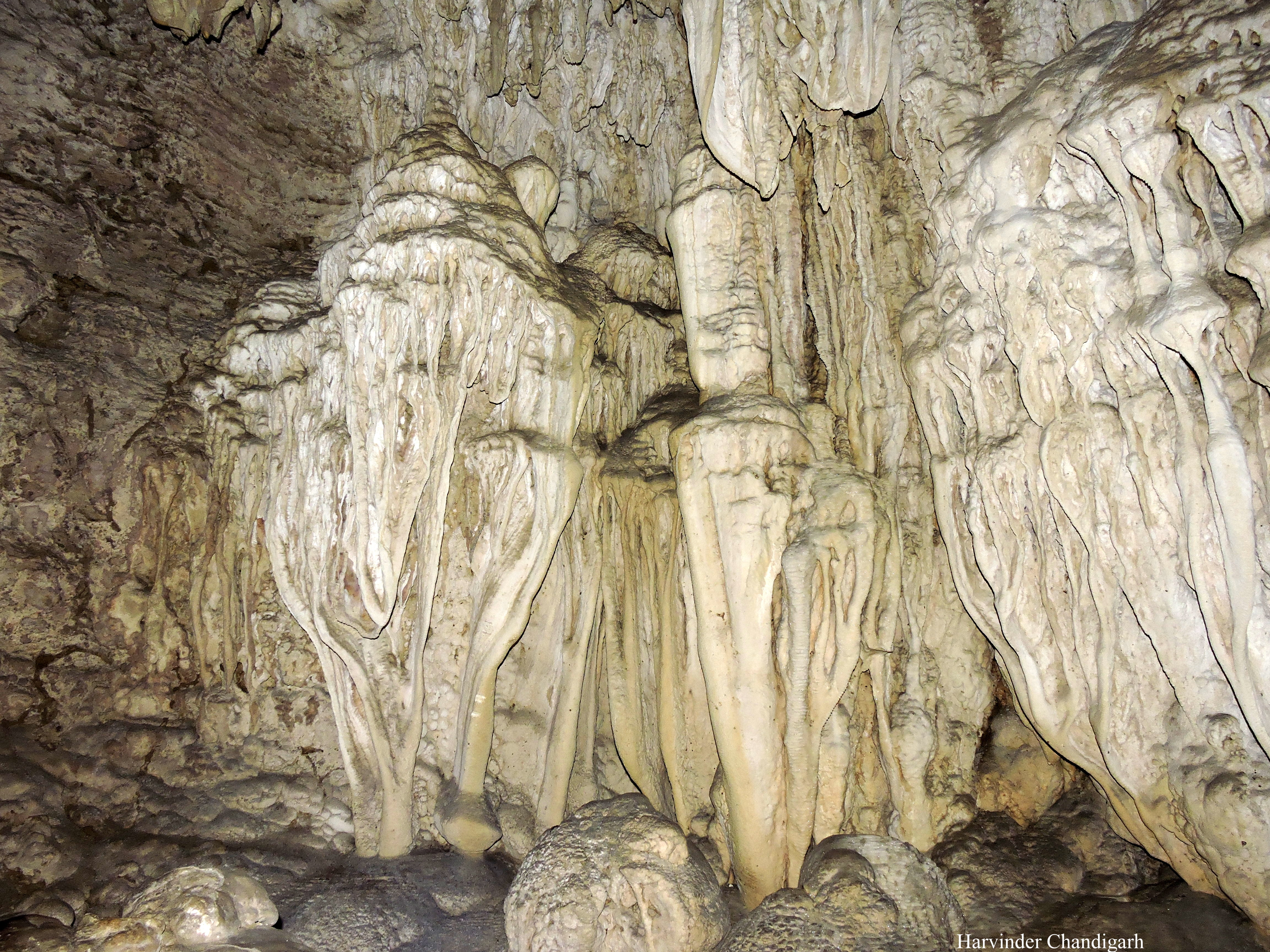
Vápencové jeskyně
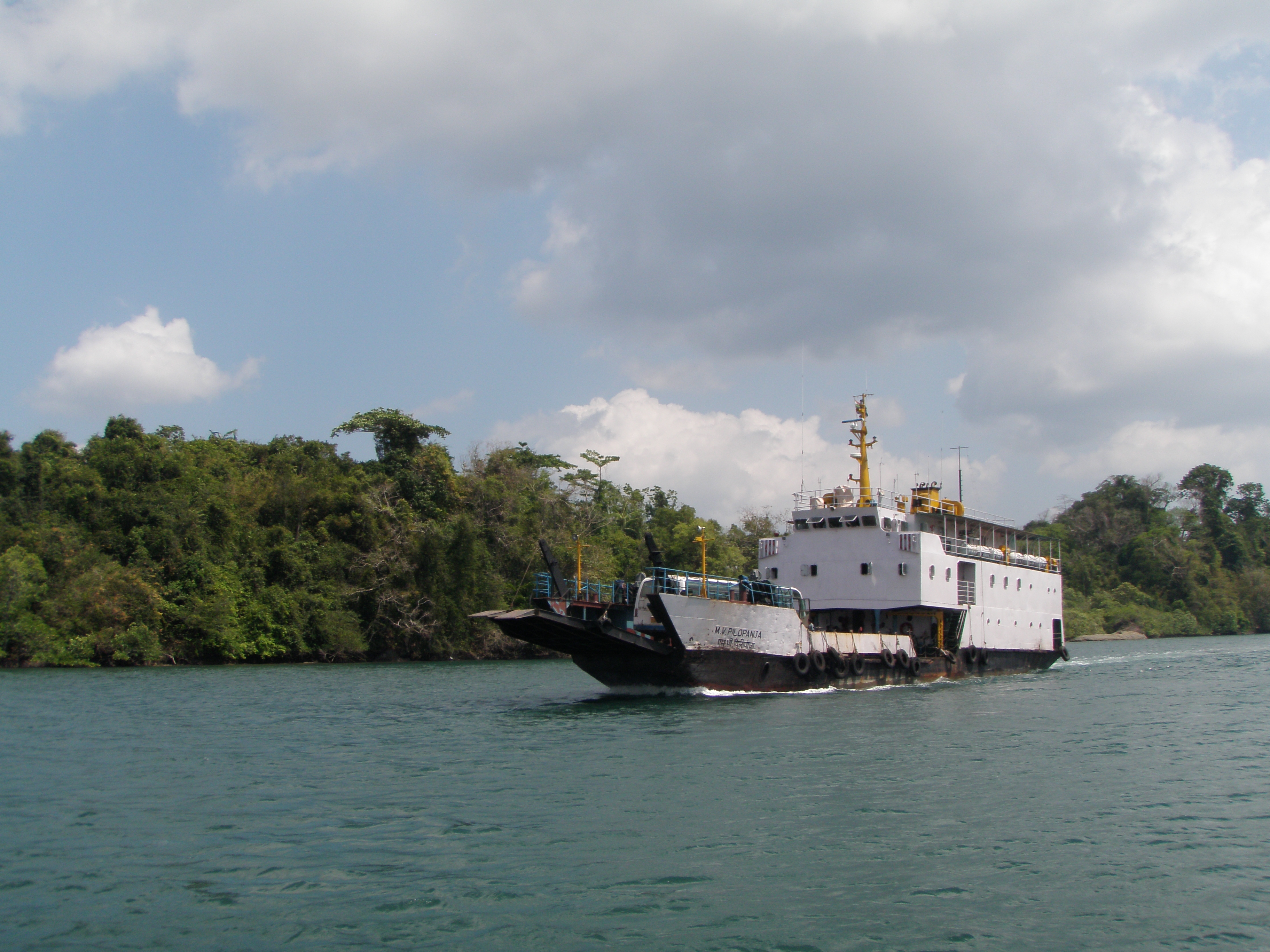
Trajekt u břehů Baratangu